# 彼得森島
彼得森島（英語：Peterson Island）是南極洲的島嶼，位於威爾克斯地，長2英里，處於布朗寧半島以西，屬於風車群島的一部分，根據美國海軍拍攝空中照片繪入地圖，現時由南極條約體系管理。